# Voidokiliá
Voidokiliá (en griego Βοϊδοκοιλιά) es una playa situada al norte del municipio de Pilos, en el sudoeste del Peloponeso (Grecia). La playa está orientada al oeste, al mar Jónico, y tiene una forma de letra omega muy característica. La playa consiste en una barra circular de arena que separa el mar de la adyacente laguna de Yálova, que es un hábitat acuático de pájaros migratorios protegido. Al sur de la playa hay un castillo francomedieval llamado Paleokastro (conocido como castillo antiguo de Navarino). Bajo el promontorio del castillo está la llamada «Cueva de Néstor», donde se han encontrado restos neolíticos.

## Historia y mito
Por encima de la playa está la cueva de Néstor y encima están las ruinas del castillo franco del siglo XIII (antiguo Navarino o Palaiokastro). Con vistas a la playa en el extremo noreste está la tumba del hijo de Néstor, Trasimedes del período micénico (1680–1060 a. C.) con hallazgos neolíticos en el mismo sitio que muestran ocupación ya en el 4000 a. C. 
Se presume que la playa corresponde al "Pilos arenoso" referido por Homero, donde Telémaco fue recibido por el rey Néstor cuando buscaba a su padre, Odiseo.

## Ubicación

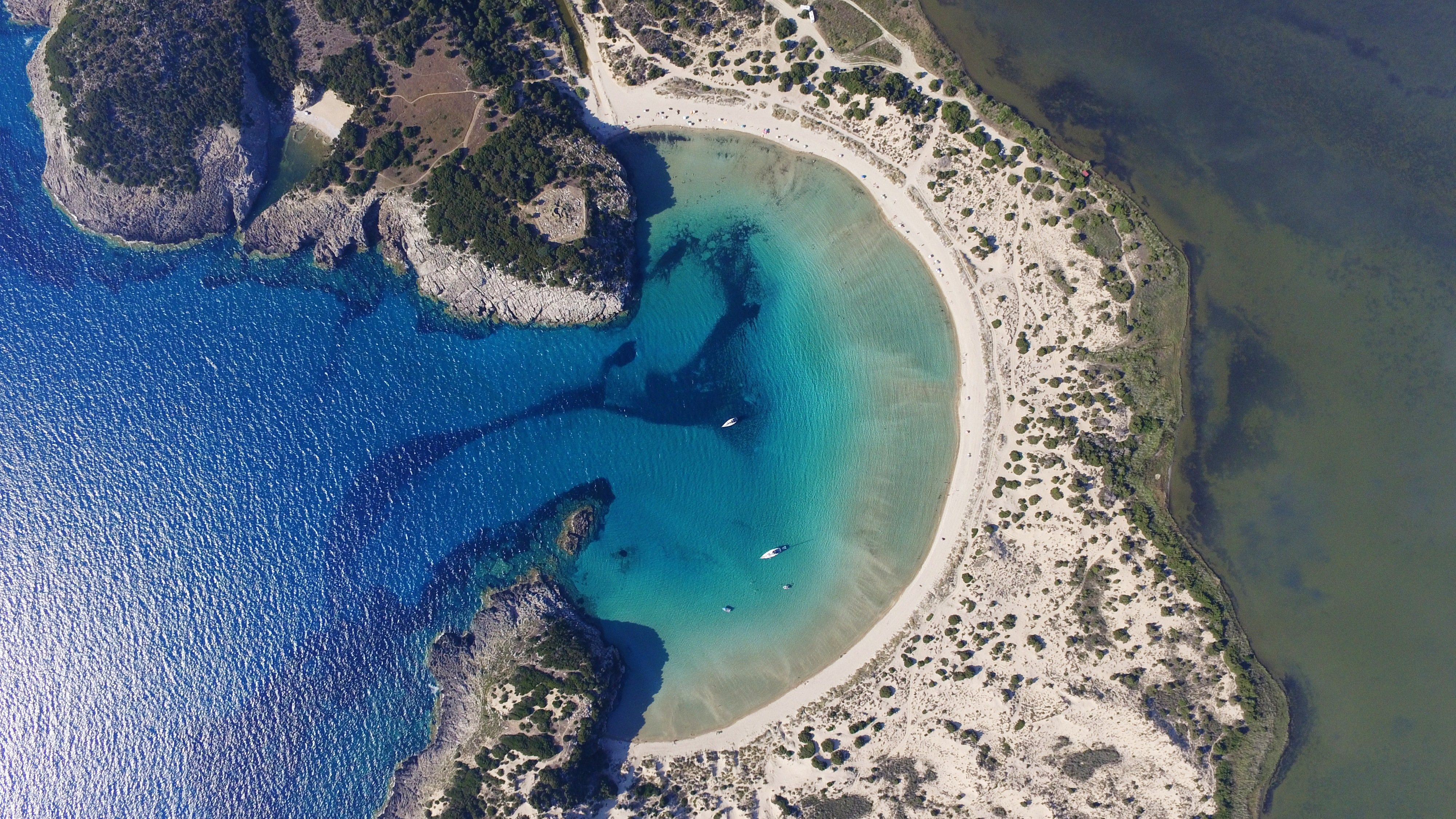
La playa de Voidokiliá desde el aire, con el mar Jónico a la izquierda y la laguna de Yálova a la derecha.

Una ruta de senderismo comienza desde Voidokoiliá. La subida hacia la cueva de Néstor comienza en el extremo suroeste de la playa, mientras que después de la cueva la ruta continúa hacia Paliokastro. Aunque las ruinas no están cercadas, las ruinas del castillo están señalizadas como cerradas y los turistas caminan a través del castillo o alrededor de las paredes bajo su propio riesgo.
El hábitat acuático de Yálova, que es una parada importante para una variedad de aves migratorias, ha sido declarado el Hábitat de Importancia Nacional más austral de los Balcanes. Se considera un área protegida que alberga 258 especies de aves, de las cuales 79 están incluidas en el "Libro Rojo" (especies en peligro de extinción).
Se puede llegar al estacionamiento de la playa por senderos de arena, ya sea desde el área de estacionamiento de la laguna de Yálova (también utilizada como parador por los observadores de aves) o siguiendo la ruta Norte desde Petrochori. La playa es considerada amigable para naturistas y turistas homosexuales.